# 급암선생시집
급암선생시집(及菴先生詩集)은 서울특별시 중구에 있는 고려시대의 목판본 책이다. 1981년 3월 18일 대한민국의 보물 제708호로 지정되었다.

## 개요
급암선생시집(及菴先生詩集)은 고려 후기의 문신이며 학자인 민사평(1295∼1359)의 개인 시집이다. 민사평은 문과에 급제하여 도첨의찬성사, 진현관대제학 등의 벼슬을 지냈다.
이 시집은 문인 이단(李端)이 경상도 안찰사로 재직할 때 이색의 발문을 받아 고려 공민왕 19년(1370)에 목판본에 찍은 인쇄본이다. 인쇄된 지 워낙 오래 되어 서문 제 1, 2장과 권 1∼4까지 16장이 훼손되어 다시 찍어낸 곳도 있다. 내용은 책 첫머리에 이제현과 이색의 서문이 있고 「급암묘지명연보」가 있다. 그리고 고시, 율시, 사소 등 5권으로 나누어 편성하였다.
이 시집은 약간 훼손되고 다시 찍어낸 부분이 있으나 『급암집』의 유일본으로 문헌학 연구 및 저자의 시학연구에 귀중한 자료가 되고 있다.

## 같이 보기
- 민사평

## 참고 자료
- 급암선생시집 - 국가유산청 국가유산포털